# Amazon SageMaker
O Amazon SageMaker é uma plataforma de aprendizado de máquina em nuvem que foi lançada em novembro de 2017. O SageMaker permite que os desenvolvedores criem, treinem e implantem modelos de aprendizado de máquina (ML) na nuvem. O SageMaker também permite que os desenvolvedores implantem modelos de ML em sistemas incorporados e dispositivos de ponta.

## Capacidades
O SageMaker permite que os desenvolvedores operem em vários níveis de abstração ao treinar e implantar modelos de aprendizado de máquina. Em seu nível mais alto de abstração, o SageMaker fornece modelos de ML pré-treinados que podem ser implantados diretamente, sem modificação. Além disso, o SageMaker fornece vários algoritmos de ML integrados que os desenvolvedores podem treinar com seus próprios dados. Além disso, o SageMaker fornece instâncias gerenciadas de TensorFlow e Apache MXNet, onde os desenvolvedores podem criar seus próprios algoritmos de ML do zero. Independentemente do nível de abstração usado, um desenvolvedor pode conectar seus modelos de ML habilitados para SageMaker a outros serviços da AWS, como o banco de dados Amazon DynamoDB para armazenamento de dados estruturados, AWS Batch para processamento em lote off-line, ou Amazon Kinesis para processamento em tempo real.

## Interfaces de desenvolvimento
Várias interfaces estão disponíveis para desenvolvedores interagirem com o SageMaker. Primeiro, há uma API Web que controla remotamente uma instância do servidor SageMaker. Embora a API da Web seja independente da linguagem de programação usada pelo desenvolvedor, a Amazon fornece vinculações de API do SageMaker para várias linguagens, incluindo Python, JavaScript, Ruby, Java e Go. Além disso, o SageMaker fornece instâncias gerenciadas do Jupyter Notebook para programar interativamente o SageMaker e outros aplicativos.

## Histórico e recursos
- 29/11/2017: O SageMaker é lançado na conferência re:Invent da AWS.[1][6][2]
- 27/02/2018: O SageMaker passa a suportar o treinamento e a inferência de redes neurais profundas gerenciadas do TensorFlow e MXNet.[17][8]
- 28/02/2018: O SageMaker dimensiona automaticamente a inferência de modelo para várias instâncias de servidor.[18][19]
- 13/07/2018: O SageMaker adiciona suporte para treinamento recorrente de rede neural, treinamento word2vec, treinamento linear multiclasse e treinamento distribuído de rede neural profunda no Chainer com escala de taxa adaptativa (LARS) em camadas.[20][7]
- 17/07/2018: O AWS Batch Transform permite inferência de aprendizado de máquina não em tempo real de alto rendimento no SageMaker.[21][22]
- 08/11/2018: Suporte para treinamento e inferência de incorporações de palavras Object2Vec.[23][24]
- 27/11/2018: SageMaker Ground Truth "torna muito mais fácil para os desenvolvedores rotular seus dados usando anotadores humanos por meio do Mechanical Turk".[25][3]
- 28/11/2018: SageMaker Reinforcement Learning (RL) "permite que desenvolvedores e cientistas de dados desenvolvam de forma rápida e fácil modelos de aprendizado por reforço em escala."[26][3]
- 28/11/2018: O SageMaker Neo permite que modelos de redes neurais profundas sejam implantados do SageMaker para dispositivos de ponta, como smartphones e câmeras inteligentes.[27][3]
- 29/11/2018: O AWS Marketplace for SageMaker é lançado, permitindo que desenvolvedores terceirizados comprem e vendam modelos de machine learning que podem ser treinados e implantados no SageMaker.[28]
- 27/01/2019: O SageMaker Neo é lançado como software de código aberto.[29]

## Usos
- A NASCAR está usando o SageMaker para treinar redes neurais profundas com 70 anos de dados de vídeo de corridas.[30]
- A Carsales.com usa o SageMaker para treinar e implantar modelos de aprendizado de máquina para analisar e aprovar listagens de anúncios classificados automotivos.[31]
- O Avis Budget Group e a Slalom Consulting estão usando o SageMaker para desenvolver "uma solução prática no local que pode abordar a superutilização e a subutilização de carros em tempo real usando um mecanismo de otimização criado no Amazon SageMaker".[32]
- O Grupo Volkswagen usa o SageMaker para desenvolver e implantar aprendizado de máquina em suas fábricas.[33]
- A Peak e a Footasylum usam o SageMaker em um mecanismo de recomendação para calçados.[34]